# Dokk.hu
A Dokk.hu független irodalmi kikötő, egy online kortárs költészeti orgánum. Három funkciót tölt be. Első funkciója egy folyamatosan bővülő kortárs versadatbázis fenntartása, kezelése. Második funkciója egy versműhely működtetése tehetséggondozás és szövegbírálat céljából. Harmadik funkciója, egy közös publikációs felület biztosítása professzionális és amatőr szerzőknek. 

## Története
A Dokk.hu független irodalmi kikötőt 2000-ben alapították. Első alkalommal 2010-ben, majd 2016-ban tulajdonos váltásra került sor. A Dokk.hu alapító szerkesztői: Jónás Tamás és Lackfi János. Főszerkesztők: 2000-2010: Jónás Tamás, 2010-2015: Korányi Mátyás, 2016 január-augusztus: Filip Tamás, 2016. szeptember–2017. szeptember: Bártfai Attila Márk. 2017 novemberétől: Tóth Csilla.
A Dokk.hu független irodalmi kikötő szerkesztősége folyamatosan változik. Neves és kevésbé neves szerzők alkották, alkotják az éppen aktuális szerkesztőséget. Az évek alatt megfordult a Dokk.hu irodalmi kikötő szerkesztőségében: Deák Sárosi László, Simon Márton, Kántás Balázs, Simon Adri, Standovár Ágota, Payer Imre és még sokan mások.

## A szerkesztőség feladatai
Az elbírálásra beküldött művek csoportosítása, hogy azok az úgynevezett bírálanDOKK versadatbázisból, a maradanDOKK versadatbázisba vagy a múlanDOKK versadatbázisba kerüljenek. Szöveges értékelések írása a szerzők felé, melyekben a művekkel kapcsolatos módosítási javaslatok, versesztétikai tanácsok is szerepelhetnek.

### Mi a bírálanDOKK?
Azok a versek pihennek ebben az adatbázisban, melyeket a DOKK szerkesztősége még nem olvasott át és nem ítélte meg, hogy a múlanDOKK vagy a maradanDOKK alá kerülnek. 

### Mi a múlanDOKK?
Azok a versek kerülnek ebbe az adatbázisba, melyeket a DOKK szerkesztősége nem talált elég jónak, hogy az adatbázis maradanDOKK részébe emelje. Az elbírálás szigorú szakmai szempontok alapján folyik.

### Mi a maradanDOKK?
Azok a versek kerülnek ebbe az adatbázisba, melyeket a DOKK szerkesztősége a feltöltött versek közül jónak ítélt. Az elbírálás itt a múlanDOKKal szemben szükségszerűen szubjektív szempontok alapján folyik. 
A szerkesztők a bírálanDOKK adatbázis verseihez szöveges véleményt (meo bejegyzést) írnak, illetve szavaznak arról, hogy a vers a múlanDOKK vagy a maradanDOKK csoportba kerüljön.

#### Az elbírálás menete
• A maradanDOKK csoportba kerüléshez legkevesebb öt „marad” szavazat szükséges. A múlanDOKK csoportba kerüléshez legkevesebb négy „múlik” szavazat szükséges. Amennyiben egy „marad” szavazat áll szemben négy vagy annál több „múlik” szavazattal, akkor a mű a múlanDOKK csoportba kerül. Ha az ellenkező szavazatok száma bármilyen irányban egynél több, akkor a besorolásról a főszerkesztő dönt.
• A főszerkesztő minden esetben, akár a többi szerkesztő ellenében is eldöntheti, hogy egy vers melyik csoportba kerüljön. A mindenkori főszerkesztő választhatja azt az önkorlátozást, hogy a szavazati arányok értelmében hozza meg a döntését, illetve döntetlen állás esetén a szerzőre nézve kedvezőbb döntést hozza. Ha a főszerkesztő kíván ezzel az önkorlátozással élni, azt jelzi a szerkesztőség felé.
• Az elsőként szavazni kívánó, illetve a megelőző egységes értékeléssel ellentétes véleményű szerkesztő köteles a szavazatának leadása előtt szöveges értékelést írni, tehát véleménykülönbség esetén legalább két meo születik a vershez. Bármelyik szerkesztő írhat szavazás nélkül is értékelést, elemzést, de szavazásra egyikük sem kötelezhető.
• A szerző mindaddig módosíthat egy adott vers szövegén, amíg az első értékelő meo meg nem jelent az üzenőfalán.
A fentieken kívül a Dokk.hu független irodalmi kikötő lehetőséget biztosít úgynevezett napló vezetésére. Naplót bárki szabadon indíthat, a naplók tartalma és színvonala nem kerül elbírálásra.

### Mi a szárazDOKK?
A szerkesztőség tagjainak elbírálatlan versei olvashatók ebben az adatbázis nézetben. Ezek a versek mindaddig nem kaphatnak múlanDOKK vagy maradanDOKK besorolást a Dokkon, amíg szerzőjük tagja az adott szerkesztőségnek.

## Szerkesztők

### Jelenlegi szerkesztők (2018. 03.18.)
- Tóth Csilla főszerkesztő
- Papp Für János főszerkesztő-helyettes
- B. Tóth Klári
- Bájer Máté
- Busznyák Imre
- Czékmány Sándor
- Standovár Ágota
- Széll Zsófia
- Turányi Tamás
- Várkonyi Miklós
- Nyírfalvi Károly örökös tag
- Zápor György örökös tag

### Korábbi szerkesztők 2000-től
| Antalovics Péter    |
| B. Tóth Klári       |
| Bájer Máté          |
| Bártfai Attila Márk |
| Boldogh Dezső       |
| Budai Zolka         |
| Busznyák Imre       |
| Csengődi Péter      |
| Cservinka Dávid     |
| Czékmány Sándor     |
| Deák-Sárosi László  |
| Dípen Rezső         |
| Filip Tamás         |
| Freund Éva          |
| Garai Péter Sándor  |
| Gulisio Tímea       |
| Gyarmati Vaszilij   |
| Györffi Réka        |
| Halmosi Sándor      |
| Hegyi Botos Attila  |
| Horváth Tivadar     |
| Izsó Zita           |
| Jónás Tamás         |
| Kántás Balázs       |
| Karaffa Gyula       |
| Kelebi Kiss István  |
| Kerber Balázs       |
| Kókai János         |
| Korányi Mátyás      |
| Kovácske T. János   |
| Lackfi János        |
| Másik Kornél        |
| Mesterházy Fruzsina |
| Molnár Ákos         |
| Molnár H. Magor     |
| Mülléder Mari       |
| Nagy Zsuka          |
| Nagypál István      |
| Németh Bálint       |
| Nyírfalvi Károly    |
| Papp Für János      |
| Payer Imre          |
| Radnai Balázs       |
| Rónai-Balázs Zoltán |
| Simon Adri          |
| Spitzner Péter      |
| Standovár Ágota     |
| Stiller Kriszta     |
| Széll Zsófia        |
| Szőke Imre          |
| Tesch Gábor Ferenc  |
| Tóth Csilla         |
| Turányi Tamás       |
| Türjei Zoltán       |
| Várkonyi Miklós     |
| Viga Vendel         |
| Zápor György        |
| Zerza Béla Zoltán   |